# Liste der Naturdenkmale in Mehren (Eifel)
Die Liste der Naturdenkmale in Mehren nennt die im Gemeindegebiet von Mehren ausgewiesenen Naturdenkmale (Stand 4. Juni 2024).

## Naturdenkmale
| Nr.         | Bezeichnung      | Lage                                       | Beschreibung                                                                                                  | Bild                                    |
| ----------- | ---------------- | ------------------------------------------ | --- | --------------------------------------- |
| ND-7233-121 | Esche und Fichte | südlich des Ortes; Flur Am Mühlenberg Lage | Fraxinus excelsior, 12 m hoch bei 2,05 m Brusthöhenumfang; Picea abies, 15 m hoch bei 1,85 m Brusthöhenumfang | Direkt Bild zu diesem Denkmal hochladen |

## Ehemalige Naturdenkmale
| Nr. | Bezeichnung                    | Lage                                                     | Beschreibung                                                                                      | Bild                                    |
| --- | ------------------------------ | -------------------------------------------------------- | ------------------------------------------------------------------------------------------------- | --------------------------------------- |
|     | Linden auf dem Kirchenvorplatz | Hauptstraße, vor Nr. 16 und der Kirche St. Matthias Lage | Tilia sp., drei Bäume; 2008 gefällt und durch Neupflanzungen ersetzt, Rechtsverordnung aufgehoben | Direkt Bild zu diesem Denkmal hochladen |